# René Sadi
Pour les articles homonymes, voir Sadi (homonymie).
René Emmanuel Sadi, né le 21 décembre 1948 à Maroua, est un diplomate et homme d'État camerounais, plusieurs fois ministre.

## Biographie
Diplômé de l'IRIC, il commence sa carrière de diplomate en 1975 comme chef de service au Ministère des Relations Extérieures (MINREX). 
De 1977 à 1979, il est deuxième secrétaire puis premier secrétaire de l'ambassade du Cameroun au Caire.
En 1979, il est chargé de mission à la présidence de la république et chef de la division diplomatique de la présidence.
En 1982, il est promu directeur de l'école des cadres de l'UNC, le parti politique d'Ahmadou Ahidjo.
De 1982 à 1984, il est directeur de cabinet du président national de l'UNC Ahmadou Ahidjo.
Il devient le 24 août 1985 directeur adjoint du Cabinet civil de la présidence et une éminence grise du président Paul Biya. 
En 1995, il est conseiller technique et conseiller diplomatique à la présidence de la république.
Le 21 décembre 2004 il est nommé Secrétaire Général adjoint à la présidence dans le Gouvernement Ephraïm Inoni et dans cette fonction il est Ministre plénipotentiaire, représentant personnel du chef de l’État au Conseil permanent de la francophonie.
Proche de Paul Biya, il est désigné le 4 avril 2007 secrétaire général du comité central du RDPC. Ceci cumulativement à sa fonction de secrétaire général adjoint de la présidence de la république.
Le 30 juin 2009, il occupe la fonction de ministre chargé de missions à la présidence de la république.
Le 17 septembre 2011, il est désigné membre du bureau politique du RDPC. 
Le 9 décembre 2011, il est nommé Ministre de l'Administration Territoriale et de la Décentralisation (MINAT). 
Le 17 juillet 2012, il est nommé Président du Conseil d'Administration du FEICOM (Fonds Spécial d'Équipement et d'Intervention Intercommunal).
Le 2 mars 2018, il devient ministre chargé de missions à la présidence de la république.
Le 4 janvier 2019, il est nommé ministre de la communication (MINCOM), porte-parole du gouvernement.
Le 8 mai 2019, il est ex officio Président du Conseil d'Administration de la CRTV.